# Ryan Nicholson
Ryan Nicholson (geboren 1971; gestorben am 8. Oktober 2019) war ein kanadischer Maskenbildner, Spezialeffektkünstler und Filmregisseur sowie Drehbuchautor.

## Leben
Nicholson war seit 1993 als Maskenbildner und Make-up-bezogener Spezialeffektkünstler im Filmgeschäft tätig. Seine ersten Arbeiten absolvierte er bei der Fernsehserie Akte X – Die unheimlichen Fälle des FBI. Seither war er an mehr als 130 verschiedenen Film- und Fernsehproduktionen beteiligt, darunter Filme wie Mr. Magoo (1997), Der 13te Krieger (1999), Riddick: Chroniken eines Kriegers (2004) und Serien wie Stargate – Kommando SG-1. Für seine Arbeit an Andromeda wurde er 2002 mit einem Gemini Award ausgezeichnet.
Seit 2004 widmete sich Nicholson zunehmend auch der Arbeit als Regisseur, Drehbuchautor sowie Produzent seiner eigenen Filme. Er konzentrierte sich hierbei auf Slasher-Filme und Horrorfilmproduktionen, die auch dem sogenannten Torture Porn (Folterporno) sowie dem Splatterfilm zugehörig sind. Sein Debütfilm war Torched, sein erster Langspielfilm folgte 2006 mit Live Feed. Sein Schaffen als Regisseur umfasst mehr als ein Dutzend Produktionen. 
Nicholson war verheiratet und arbeitete mit seiner Frau beruflich zusammen.

## Filmografie (Auswahl)
Als Regisseur
- 2006: Live Feed
- 2008: Gutterballs
- 2009: Hanger
- 2010: Star Vehicle – Dying For a Ride?
- 2011: Famine – 20 Students, 20 Hours, 20 Horrible Ways To Die
- 2015: Big Fucking Monster